# Comuna Tori
Tori este o comună (vald) din Regiunea Pärnu, Estonia. Cuprinde 21 localități (1 nucleu urban și 20 sate). Reședința comunei este târgușorul (nucleu urban) Tori.